# Prawosławni biskupi suprascy

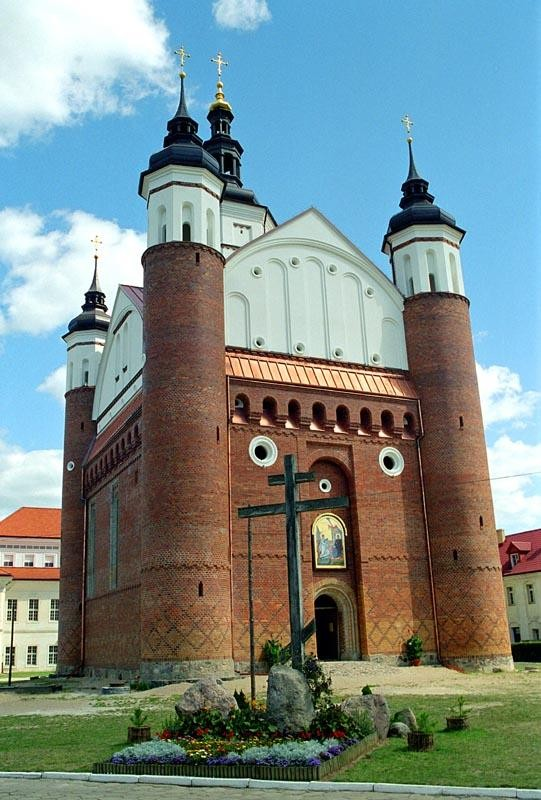
Ławra Supraska – katedra biskupów supraskich

Biskupi suprascy – wikariusze diecezji białostocko-gdańskiej Polskiego Autokefalicznego Kościoła Prawosławnego:
- 1998–1999 – abp Jakub (Kostiuczuk)
- 2008–2017 – bp Grzegorz (Charkiewicz)
- od 2017 – bp Andrzej (Borkowski)